# Rumaucourt
Rumaucourt – miejscowość i gmina we Francji, w regionie Hauts-de-France, w departamencie Pas-de-Calais.
Według danych z 2018 roku gminę zamieszkiwało 684 osób, a gęstość zaludnienia wynosiła 120 osób/km² (wśród 1549 gmin regionu Nord-Pas-de-Calais Rumaucourt plasuje się na 673. miejscu pod względem liczby ludności, natomiast pod względem powierzchni na miejscu 633.).

## Populacja
| Rok  | Populacja | +/−    |
| ---- | --------- | ------ |
| 1968 | 653       | –      |
| 1975 | 695       | +0,89% |
| 1982 | 676       | –0,40% |
| 1990 | 691       | +0,27% |
| 1999 | 724       | +0,52% |
| 2007 | 700       | –0,42% |
| 2012 | 693       | –0,20% |
| 2017 | 685       | –0,23% |
| 2018 | 684       | –0,01% |

Źródło: